# Asedio del Santuario de Nuestra Señora de la Cabeza
El asedio al santuario de Nuestra Señora de la Cabeza fue un episodio de la guerra civil española llevado a cabo por tropas republicanas contra un grupo de unos 200 guardias civiles y sus familiares (alrededor de mil) refugiados en el Santuario de Nuestra Señora de la Cabeza en Andújar, Jaén. El asedio duró un total de nueve meses.

## Situación  geográfica
El santuario de la Santísima Virgen de la Cabeza, patrona de Andújar, es un santuario ubicado a 32 km de la ciudad.

## Antecedentes

### Sublevación militar
En la provincia de Jaén el golpe de Estado de julio de 1936 fracasó estrepitosamente: el gobernador civil Rius Zunón, que apenas llevaba un mes en Jaén, quiso actuar con cautela; por un lado tenía instrucciones del Gobierno de Madrid de no armar al pueblo, y por otro lado, recibía en Jaén presiones de los diputados Vicente Uribe Galdeano (PCE), Alejandro Peris (PSOE), y Vicente Sol Sánchez (IR) para que ordenase armar al pueblo. 
Al final, ese mismo 18 de julio de 1936 el gobernador decidió mandar un telegrama mostrando su adhesión a la República y ordenó armar de forma ordenada al pueblo. El jefe de la Comandancia de la Guardia Civil de Jaén, teniente coronel Pablo Iglesias, recibió la llamada del gobernador y discutieron las medidas que adoptarían. Iglesias se negó a armar al pueblo inmediatamente, pues temía que hubiera enfrentamientos con los guardias civiles en los diferentes puestos, y ordenó la concentración de guardias civiles en los cuarteles de Jaén, Úbeda, Linares, Andújar, Martos y Villacarrillo. Durante el día 19 de julio, los 98 puestos de la provincia se fueron abandonando y se concentraron en los cuarteles conforme lo ordenado. Cuando comprobó el repliegue a estos cuarteles, el teniente coronel Iglesias permitió dar la orden de armar al pueblo.

### Primer repliegue de guardias civiles a Lugar Nuevo
El Gobierno de la República organizó una columna armada para intentar adueñarse de Córdoba, y se nombró al general Miaja para el mando. El 28 de julio las tropas de Miaja llegaron a Andújar. En Andújar, el Cuartel de la Guardia Civil estaba al mando del capitán Antonio Reparaz Araujo, quien convenció a Miaja para que sólo 40 de sus 90 Guardias se unieran a la columna, después de un intenso forcejeo dialéctico entre Miaja, el diputado Sol, que era el comisario político de la columna y el propio Reparaz, quien acompañaría a Miaja hasta el frente de Córdoba. 
Los últimos días de julio, Andújar fue asolada por la violencia. Los milicianos sacaban de sus casas a terratenientes para fusilarlos, al igual que a sacerdotes y padres trinitarios. Los sublevados bombardearon la ciudad para destruir el aeródromo. Visto este estado de cosas, Reparaz consiguió la orden el 5 de agosto, por la que los guardias civiles de Andújar se debían replegar a la sierra, hasta Lugar Nuevo. Junto a los 50 guardias civiles que habían quedado en Andújar, parten al mando del teniente Francisco Ruano Beltrán, para Lugar Nuevo, otros 25 guardias civiles de Venta Cárdenas, 20 paisanos armados y 231 civiles.

### Segundo repliegue de guardias civiles a Lugar Nuevo y al Santuario
Mientras, en Jaén, la situación de los guardias civiles era igualmente tensa y Reparaz de nuevo consiguió convencer a Miaja para que se ordenase el traslado de los guardias civiles de Jaén y sus familiares, hasta la sierra de Andújar; allí, los familiares quedarían a buen resguardo de posibles represalias incontroladas y los guardias civiles podrían incorporarse al frente cordobés. Este plan contó con el apoyo del Gobernador de Jaén, el ministro de Guerra y el general Miaja. 
El traslado de Jaén a Andújar se hizo los días 17 y 18 de agosto de 1936, tanto en un convoy de varios camiones, como por tren.  El propio alcalde de Andújar, Pablo Expósito Colomé, recibió en la estación al convoy, y despidió a los guardias civiles y sus familias, que en la tarde del día 18 de agosto tomaron la carretera del Santuario. Fue una expedición numerosa, que poco a poco iba llegando a Lugar Nuevo, a las casas del Encinarejo y al Santuario, que estaba casi desierto, ya que tras el alzamiento, los Padres Trinitarios habían sido detenidos y asesinados, y los pocos veraneantes de las inmediaciones, decidieron regresar a sus casas. No obstante, el Santuario estaba intacto, pues había sido respetado en su integridad. Todo este trasiego fue organizado por el teniente coronel Iglesias, el comandante Nofuentes, el capitán Cortés, y el propio capitán Reparaz, quien en realidad era el verdadero organizador de facto y mentor del traslado. Reparaz escribió en julio de 1937 un libro (Desde el cuartel de Miaja hasta el Santuario de la Virgen de la Cabeza) en el que indicaba que todo era un plan urdido de antemano por él, con el que consiguió engañar a los mandos de la República.

### Los guardias civiles quedan aislados en el Santuario
El teniente coronel Iglesias es enviado a Madrid, y más tarde a Guadalajara, por lo que el 21 de agosto abandona el Santuario, quedando allí su esposa e hija, que estarían hasta el final del asedio. Reparaz vuelve a Montoro con Miaja. Quedó al mando de los efectivos del Santuario y Lugar Nuevo el comandante Nofuentes, en una situación de tensa espera. La situación empezó con total normalidad, ya que los guardias civiles eran considerados afectos a la República, e incluso todos los días bajaba una partida a Andújar, al mando del alférez Carbonell, para abastecerse de provisiones y para recibir atención médica. 
Hasta que el día 22 de agosto, en el frente de Córdoba, Reparaz se pasó a las líneas nacionales con unos 200 guardias civiles. En el bando republicano comienzan a pensar que la neutralidad de los guardias civiles del Santuario podía ser una farsa y se sienten engañados. El ministro de la Gobernación envía el 25 de agosto una orden para que los guardias civiles de Lugar Nuevo y el Santuario entreguen totalmente las armas. El 26 de agosto los milicianos llegaron al Santuario y el comandante Nofuentes les entregó las ametralladores y muchos de los fusiles, pistolas y cartuchos. El 28 de agosto es el último día que el alférez Carbonell bajó a Andújar, como hacía los días precedentes, para adquirir avituallamiento.

## Desarrollo de las operaciones

### Los guardias civiles se sublevan
El gobernador civil de Jaén designó a Lino Tejada para acudir al Santuario y conocer la realidad de la situación. El día 9 de septiembre Lino Tejada llega a Andújar y se entrevista con el alcalde, los días siguientes hace varias salidas a la sierra. En una de ellas, el 12 de septiembre, le pide explicaciones a Nofuentes quien responde: «tengo demasiados años y categoría para aceptar consejos de usted que para mi nada es ni representa, omitiendo por tanto toda explicación».
Finalmente el día 14 de septiembre se produce una reunión entre el comandante Nofuentes, el capitán Santiago Cortés González, el teniente Manuel Rueda García y los alféreces Carbonell y Hormigo, por un lado, y por el otro Lino Tejada, el alcalde de Andújar, y Agustín Cantón, capitán de los guardias de asalto enviados a la zona. La reunión fue muy tensa. Los guardias civiles deciden consultar a la tropa y a los falangistas, y hay división de opiniones, al final Nofuentes firma la evacuación a Andújar, que comienza a organizarse ese mismo día. 
Mientras se organiza y comienza la evacuación, el capitán Cortés se va indignado al Santuario, pero una algarabía hace que salga a la lonja del Santuario; allí, unos guardias civiles le informan de que al subir algunas de las mujeres y niños a los camiones, para la evacuación, fueron insultadas por unos milicianos, quienes incluso decían que se las llevarían a la fuerza.[cita requerida] Cortés acudió a ver qué pasaba y ordena parar la evacuación, a su vez ordena detener a Nofuentes y los milicianos que quedaban en el cerro, quienes quedarán detenidos todo el asedio. El capitán Cortés asume el mando. A partir de la tarde de ese día 14 de septiembre, comenzó propiamente el asedio. Mientras, en la carretera, seguían su camino a Andújar varios camiones, con varios milicianos, y con los mandos republicanos creyendo que seguía la evacuación, incluso había con ellos 32 Guardias, dos cabos, un sargento y sus familias, quienes no tenían idea del incidente y la suspensión de la evacuación. 
En el Santuario quedarán unas 1.200 personas de los que unos 165 son guardias civiles. La cifra exacta nunca se sabrá, pues hay cifras divergentes según las fuentes; el general Luque hablaba de unos 270 hombres combatientes y unos 870 hombres no combatientes, mujeres y niños.

### Primeros meses del asedio
Del 15 de septiembre en adelante se sucedieron, por parte del Frente Popular, los intentos de negociación y rendición, y comienzan inmediatamente con los bombardeos aéreos, aunque al principio de escasa potencia. A su vez, desde el primer momento se envían proclamas y octavillas a los asediados. Una de las primeras proclamas dice:

«Excapitán Cortés:
Mentir amparando a más de 1200 mujeres y niños y llevarles a la ruina, manteniendo por el terror un estado de rebelión que no encuentran eco en los que engañados sufren y aún sufrirán más las consecuencias de ella, será muy hábil,pero no tiene nada de esa caballerosidad de que alardea. Es una doble traición; primero a las autoridades legítimas, incumpliendo sus deberes, y después a esas personas indefensas que intenta proteger. Además es inútil, aunque a su feroz egoísmo le duela; su responsabilidad extrema es clara y se exigirá inexorablemente. Si aún le queda un resto de conciencia no haga víctimas inocentes. Virgen de la Cabeza 15 de septiembre de 1936».

Una de las bombas de estos días de septiembre mata al guardia civil Juan Molina Gómez, la primera baja mortal del asedio. El 20 de septiembre una partida de milicianos tuvo un enfrentamiento en Lugar Nuevo, donde habían acudido para dispersar un rebaño de vacas, resultando como bajas tres guardias civiles y un miliciano.
El 9 de octubre se produjo el primer aprovisionamiento del Santuario por aire, por medio de un bimotor DC-2 pilotado por el capitán Haya, aprovisionamientos que siguieron todo el asedio, y sin los cuales, los sitiados no podrían haber resistido tanto tiempo.  De las 170 misiones aéreas de abastecimiento al Santuario, 70 serían realizadas por él.
El 31 de octubre los republicanos enviaron refuerzos a la sierra de Andújar. Durante todo el día fueron llegando milicianos en un convoy de unos 200 camiones y coches, y el 1 de noviembre se lanzó un fuerte bombardeo por tierra y aire al Santuario y sus inmediaciones, que provocó la destrucción de numerosas casas de cofradías. Los civiles comenzaron a trasladarse al Santuario. El bombardeo aéreo continuó los días siguientes. El capitán Haya seguía lanzando provisiones y armas, y también lanzaba al Santuario palomas mensajeras. El 22 de noviembre, Cortés envía varios mensajes pidiendo ayuda, en uno de ellos, dirigido a Queipo de Llano, dice; «Precisa que por humanidad, por compañerismo, por patriotismo, pues a algo nos ha de dar derecho nuestro gesto, venga nuestra Aviación y nos atienda, siquiera sea en lo más esencial, que es la comida». Los sitiados comienzan a pasar hambre.

### Meses centrales del asedio
En diciembre de 1936 y enero-febrero de 1937 la situación no cambiaba ni para uno ni para otro bando. Seguían los bombardeos, seguía el capitán Haya aprovisionando al Santuario, el teniente Francisco Ruano Beltrán seguía resistiendo en Lugar Nuevo, y seguía el capitán Cortés solicitando de forma desesperada ayuda a Queipo de Llano. En un mensaje del 6 de diciembre, Cortés describe la situación con las siguientes palabras; «Un mes de verdadera angustia moral y material, tanto por la furia desarrollada por nuestros enemigos como por la escasez de alimentos, al extremo de no tener que comer en los últimos días más que madroños recogidos entre tiros».
En enero hubo un ataque general contra Lugar Nuevo que fracasó. 
A primeros de diciembre de 1936 Queipo de Llano lanzó una importante ofensiva en el frente de Córdoba para intentar liberar al Santuario, pero aunque se conquista Lopera, a unos 30 km del Santuario, los avances son escasos y finalmente el 29 de marzo, tras el fracaso de Pozoblanco, Queipo desiste de intentar nuevas ofensivas ante la eficacia de la defensa promovida por Antonio Cordón García, nuevo jefe del Estado Mayor del Ejército del Sur de la República. 
Comprobado el cese del ataque de Queipo, y controlado el sector de Pozoblanco, Cordón decide intervenir de forma decisiva en el Santuario.

### Final del asedio; abril de 1937
Los efectivos del bando republicano son muy difíciles de calcular, aunque están presentes efectivos de las Brigadas mixtas 16.ª, 82.ª, 91.ª y 115.ª, algunas de las cuales son traídas de otros frentes. La más eficaz fue la 16.ª BM al mando de Pedro Martínez Cartón, que sería a la postre la brigada que culminó el ataque y ganó el Santuario. Dicha brigada contaba con unos 2200 hombres.
El 1 de mayo sigue el bombardeo, los tanques penetran en las ruinas de las casas de cofradías, y detrás de ellos la tropa. Sigue la lucha hasta las 15:00 horas en que una granada hiere gravemente a Cortés. A las 15:30 horas el guardia de asalto Herrera, que había estado preso de los sitiados, ondea una bandera blanca. Los milicianos llegan a la lonja del Santuario y lo ocupan. El capitán Cortés fue trasladado a Las Viñas, donde murió el 2 de mayo.

## Consecuencias
Los guardias civiles y demás hombres combatientes quedaron presos, y fueron enviados a Valencia, y de allí, serían trasladados a otros penales hasta el fin de la guerra. Los familiares y demás personal civil fueron llevados al Viso del Marqués (Ciudad Real) y alojados en el palacio renacentista del Marqués de Santa Cruz, y posteriormente, en casas del pueblo y la comarca.
La imagen de la Virgen de la Cabeza desapareció. Es un absoluto misterio su destino. El Santuario quedó casi totalmente derruido, y fue reconstruido tras la Guerra Civil.
En la hospedería del santuario (original del siglo XVI), contigua a la fachada principal en cota inferior, se reconstruyó a cargo del Estado un parador nacional de turismo de la clase «refugio» llamado «Refugio nacional de la Virgen de la Cabeza» según proyecto de 1942 del arquitecto Francisco Prieto-Moreno Pardo. Fue inaugurado el parador el
lunes 27 de noviembre de 1944 en un acto presidido por el ministro de la Gobernación, Blas Pérez González. Estuvo en funcionamiento hasta el jueves 30 de abril de 1970. Actualmente se ha convertido en una hospedería privada gestionada por la Orden de la Santísima Trinidad y de los Cautivos.

## Versión cinematográfica
En 1949 fue rodada una película que relataba los hechos acontecidos durante la contienda, El santuario no se rinde, dirigida por Arturo Ruiz-Castillo.